# Jakten på den försvunna staden
Jakten på den försvunna staden är en svensk scenföreställning med humorduon Filip och Fredrik som de turnerade med i Sverige under 2012.
Den landsomfattande turnén med Jakten på den försvunna staden startade i Umeå den 11 april och avslutades i Göteborg den 16 december. Turnén möttes till stor del av positiva recensioner. I ett pressmeddelande beskrevs showen med dessa ord: "I en tid när svenska städer blir mer och mer lika varandra har Filip Hammar och Fredrik Wikingsson tagit på sig uppgiften att hitta vad som gör orter unika. I Jakten på den försvunna staden besöker duon sammanlagt 24 svenska orter och granskar tillsammans med publiken stadens egenheter."

## Produktion
Showen producerades av Blixten & Co. Medverkande i produktionen var Henrik Schyffert (regi) och Sigge Eklund (redaktör).

## Föreställningar
Under våren hölls 25 föreställningar och under hösten 6. Showen mottogs väl av recensenter i flera tidningar.